# Антъни Хюиш
Антъни Хюиш (на английски: Antony Hewish) е британски астроном, носител на Нобелова награда за физика за 1974 г., за неговите приноси в радиоастрономията, включително ролята му за откриването на пулсарите.

## Биография
Роден е на 11 май 1924 година във Фои, Корнуол, Великобритания. Започва да учи в Кеймбридж, но по време на Втората световна война отбива военната си служба в Royal Aircraft Establishment и Telecommunications Research Establishment, където работи с Мартин Райл, с когото по-късно споделя нобеловата награда. През 1946, се завръща в Кеймбридж, където завършва образованието си. През 1951 защитава докторантура, след което се започва работа в астрофизическата лаборатория Кавендиш, където работи върху обяснението на трепкането на радиоизточниците (подобно на бързото трепкане на звездите, наблюдавани с голо око, дължащо се на атмосферната турбуленция, но в случая, то се дължи на междупланетната среда, понеже атмосферата на практика не влияе на радиовълните).
Предлага построяването на Interplanetary Scintillation Array, набор от радиотелескопи, в Мълардската радиоастрономическа обсерватория, с цел обстойно изследване на трепкането на радиоизточниците, дължащо се на междузвездната среда. При тези изследвания, една от неговите студентки, Джослин Бел, забелязва бързи периодични колебания на интензитета на един от източниците. По-късно е обявено откриването на първия пулсар. В статията, обявяваща откритието, първото посочено име е на Антъни Хюиш, а второто – Джослин Бел. Даването на Нобеловата награда само на Райл и Хюиш, без да се включва Джослин Бел, е критикувано от научната общност, най-вече от Фред Хойл.
От 1968 г. е член на Британското Кралско общество.